# Echinocereus triglochidiatus subsp. mojavensis

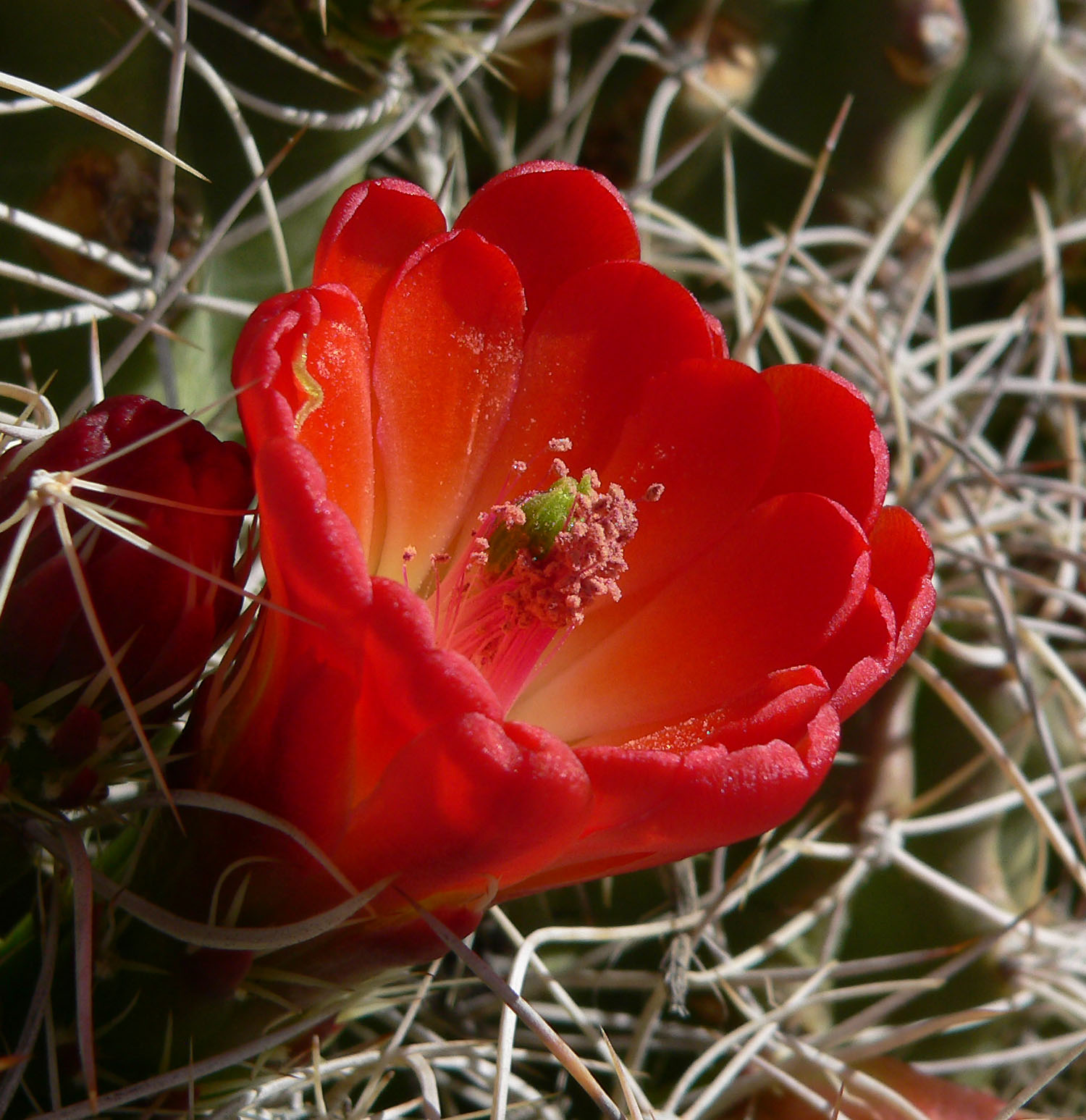
Blüte

Echinocereus triglochidiatus subsp. mojavensis ist eine Unterart der Pflanzenart Echinocereus triglochidiatus in der Gattung Echinocereus aus der Familie der Kakteengewächse (Cactaceae). Das Epitheton mojavensis verweist auf das Vorkommen der Art in der Mojave-Wüste. Ein englischer Trivialname ist „Mojave Hedgehog“.

## Beschreibung
Echinocereus triglochidiatus subsp. mojavensis wächst häufig in Polstern oder Gruppen, die aus bis zu 500 Trieben bestehen können. Die hellgrünen kugelförmigen bis länglichen Triebe sind 5 bis 20 Zentimeter lang und weisen Durchmesser von bis zu 5 Zentimeter auf. Es sind acht bis 13 etwas gewellte Rippen vorhanden, die gelegentlich undeutlich werden. Die auf ihnen befindlichen kreisrunden Areolen sind weiß. Die anfangs weißen Dornen vergrauen im Alter. Der einzelne Mitteldorn weist eine Länge von 3 bis 5 Zentimeter auf. Die fünf bis neun oft gebogenen und verdrehten Randdornen sind ausgebreitet und 1 bis 2,5 Zentimeter lang.
Die karminroten Blüten sind bis zu 7 Zentimeter lang. Die länglichen Früchte weisen Längen von 2,5 bis 3 Zentimeter auf.

## Verbreitung und Systematik
Echinocereus triglochidiatus subsp. mojavensis ist in den Vereinigten Staaten im Bundesstaat Kalifornien, im Süden des Bundesstaates Nevada, im Südwesten des Bundesstaates Utah und im Nordwesten des Bundesstaates Arizona sowie im Nordosten des mexikanischen Bundesstaates Baja California verbreitet.
Die Erstbeschreibung als Cereus mojavensis von George Engelmann und John Milton Bigelow wurde 1856 veröffentlicht. Wolfgang Blum  und Michael Lange stellten die Art 1998 als Unterart zur Art Echinocereus triglochidiatus. Nomenklatorische Synonyme sind Echinocereus mojavensis (Engelm. & J.M.Bigelow) Rümpler (1885), Echinocereus triglochidiatus var. mojavensis (Engelm. & J.M.Bigelow) L.D.Benson (1944) und Echinocereus coccineus subsp. mojavensis (Engelm. & J.M.Bigelow) N.P.Taylor (1997).

## Nachweise